# B.E.D.
B.E.D. was een Nederlandse boyband die actief was in de jaren 1995-1999.

## Biografie
De band ontstond in 1995, toen de producenten Bolland & Bolland de leden, Alain Kersten (1971), Ricardo van der Laan (1972-2022) en Gerald Vogel (1970), bij elkaar brachten. Hun tweede single, Welles (verliefd geweest) werd een hit, en stond zeven weken in de Top 40. De groep heeft twee albums uitgebracht, Geheimen en B.E.D. II.
Helaas zette Bolland & Bolland alles stop doordat ze te veel andere artiesten hadden die op hetzelfde moment ook doorbraken. Hierna zijn de leden hun eigen weg gegaan met solo-projecten. 
Alain en Ricardo hebben in 2003 onder de naam A-Teaze meegedaan aan de voorrondes voor het Nationaal Songfestival, maar haalden de finale niet.

### Afscheid
Het laatste concert hebben de drie leden zelf bekostigd. Zij wilden nog eenmaal iets voor hun fans doen.

### Reünie
Op donderdag 9 juni 2011 vond er een reünie plaats van B.E.D. in de Coen en Sander Show op Radio 3FM. Alle bandleden waren aanwezig en zongen een medley van hun grootste hits.

## Discografie

### Albums
| Album met eventuele hitnotering(en) in de Nederlandse Album Top 100 | Datum van verschijnen | Datum van binnenkomst | Hoogste positie | Aantal weken | Opmerkingen |
| ------------------------------------------------------------------- | --------------------- | --------------------- | --------------- | ------------ | ----------- |
| Geheimen                                                            | 1996                  | 9 november 1996       | 57              | 7            |             |
| B.E.D. II                                                           | 1997                  |                       |                 |              |             |

### Singles
| Single met eventuele hitnotering(en) in de Nederlandse Top 40 | Datum van verschijnen | Datum van binnenkomst | Hoogste positie | Aantal weken | Opmerkingen |
| ------------------------------------------------------------- | --------------------- | --------------------- | --------------- | ------------ | ----------- |
| Welles (verliefd geweest)                                     | 1996                  | 5 oktober 1996        | 20              | 7            |             |
| 1000 jaar                                                     | 1997                  | 19 april 1997         | 30              | 4            |             |